# Tom et Jerry au service de Sa Majesté le Roi
 (avril 2017).
Si vous disposez d'ouvrages ou d'articles de référence ou si vous connaissez des sites web de qualité traitant du thème abordé ici, merci de compléter l'article en donnant les références utiles à sa vérifiabilité et en les liant à la section « Notes et références ».
Pour plus de détails, voir Fiche technique et Distribution.
Tom et Jerry au service de Sa Majesté le Roi (Royal Cat Nap) 111e court métrage d'animation de la série américaine Tom et Jerry réalisé par William Hanna et Joseph Barbera et sorti le 7 mars 1958.